# PZInż. 303

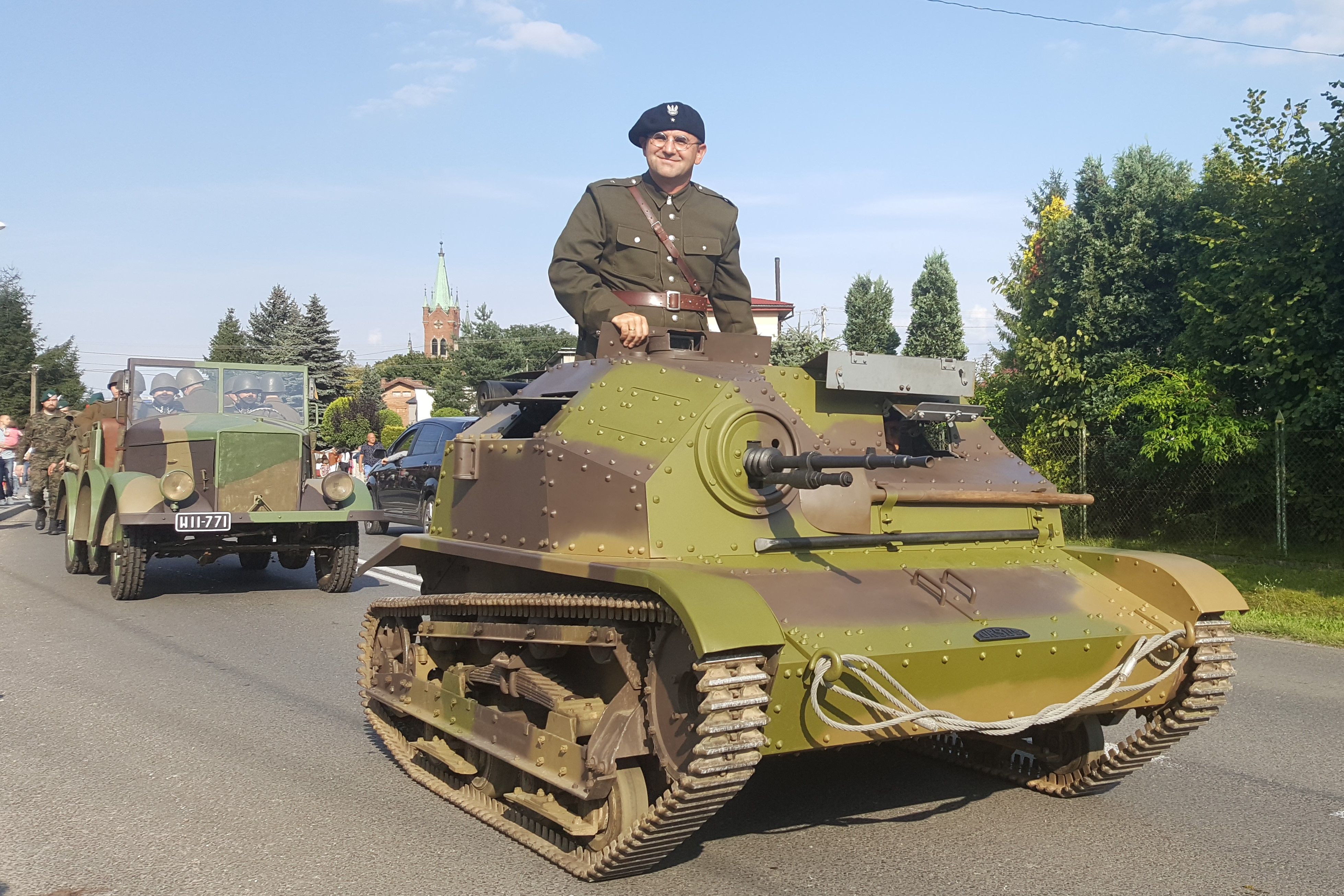
Nachbau eines PZInż. 303 im Hintergrund. Vorne ein TKS-Tankette.

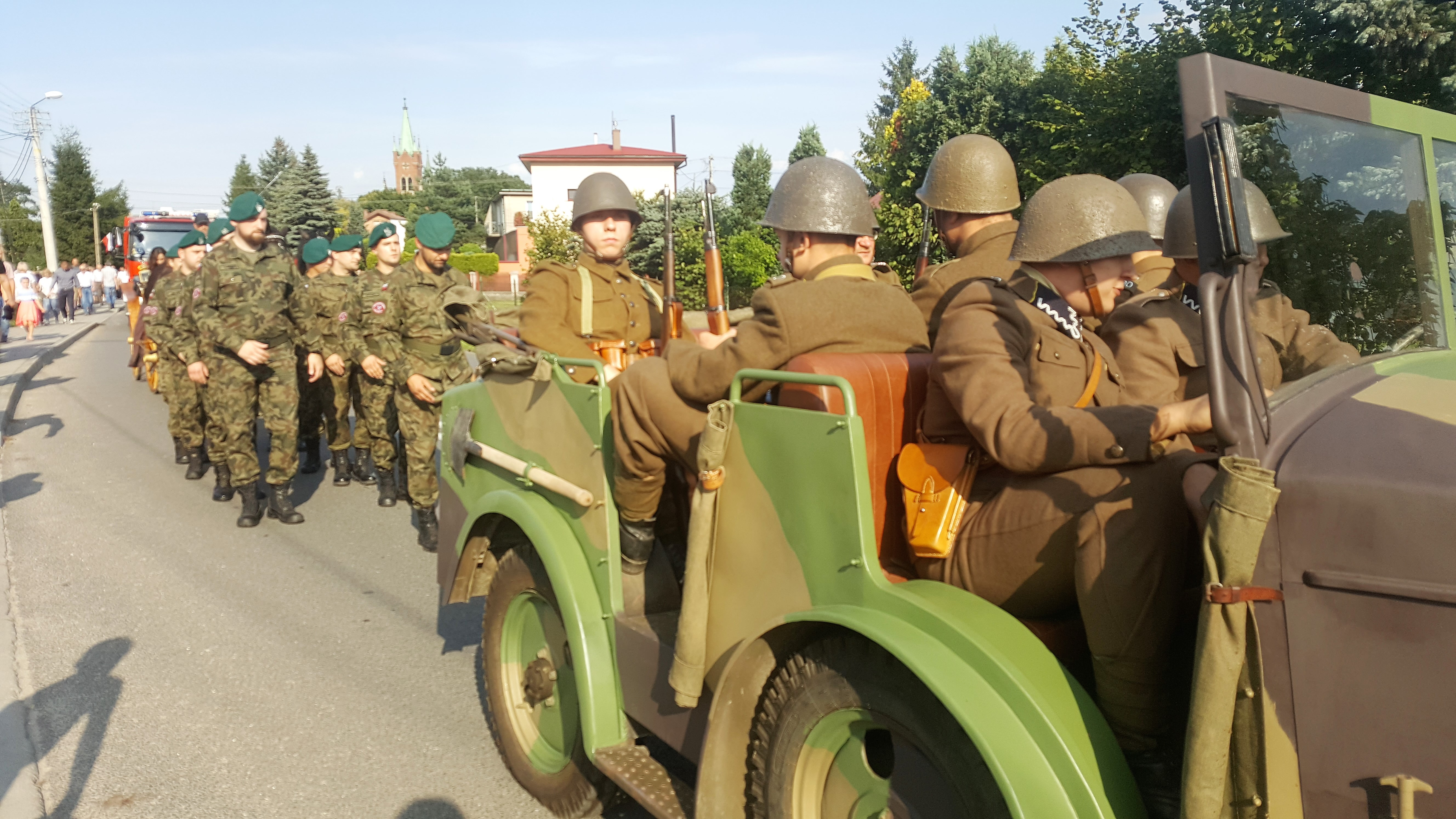
Der Passagierraum des PZInż. 303. Nachbau bei einer Parade anlässlich des Tages der polnischen Armee. Wola Rzędzińska, 15. August 2019.

Der Samochód terenowy PZInż. 303 (deutsch: Geländewagen PZInż. 303) war ein vor Beginn des Zweiten Weltkrieges für die polnischen Streitkräfte entwickelter Kübelwagen, der durch den Kriegsbeginn 1939 nicht mehr in Serienproduktion ging.

## Hintergrund
Nach Ende des Ersten Weltkrieges war die polnische Regierung an der Entwicklung einer eigenen Automobilindustrie interessiert. So wurden am 19. März 1928 aufbauend auf den Centralne Warsztaty Samochodowec (CWS) (deutsch: Zentralen Autowerkstätten) die Państwowych Zakładach Inżynierii (PZInż.) (deutsch: staatliche Ingenieurswerke) gegründet. Dieses Unternehmen sollte vorrangig Autos und Motorräder für den zivilen Markt fertigen, denn bei CWS hatte man sich bis dahin ausschließlich mit Fahrzeugen für den militärischen Bereich beschäftigt.
Im Jahr 1930 wurde das Unternehmen Ursus aufgrund einer Insolvenz in das staatliche Unternehmen PZInż. eingegliedert. Ursus hatte überwiegend für das Militär Nutzfahrzeuge produziert.
Mit Lizenz des italienischen Herstellers Fiat aus dem Jahr 1932 begann die Fertigung des Modells 508, eines kleinen, leichten Personenwagens, für den zivilen, aber auch für den militärischen Bedarf. Doch dieses Fahrzeug war selbst in der speziellen Ausführung für die polnischen Streitkräfte, dem Polski Fiat 508 III, nicht besonders gut für den Einsatz jenseits der befestigten polnischen Straßen geeignet. Die polnische Armee forderte die Entwicklung echter Geländefahrzeuge von PZInż.

## Entwicklung
PZInż. erhielt den Auftrag, einen geländegängigen Artillerieschlepper für die leichten Geschütze der polnischen Armee zu entwickeln. Er sollte die neue polnische Bofors 37-mm-Panzerabwehrkanonen wz. 36 und das in der Entwicklung befindliche Mehrzweckgeschütz Najcięższy karabin maszynowy wz.38 Fabryka Karabinów ziehen können. Das Fahrzeug sollte außerdem als Kommando-, Aufklärungs- und Kommunikationskraftwagen dienen.
Im Jahr 1938 wurde eine erste Vorserie mit verschiedenen Aufbau-Prototypen bei PZInż. gefertigt. Es war der erste echte polnische Geländewagen. Je nach Aufgabe und Aufbau variierten die technischen Eigenschaften des Fahrzeugs, so war der normale Mannschaftswagen schneller und die Transportvarianten hatte mehr Zuladung (800 kg). Der Konstrukteur Jerzy Werner hatte hierbei das Fahrgestell für den PZInż. 303 entwickelt.

## Produktionsplanung/Bestellungen
Nachdem die Erprobung abgeschlossen war und man sich für das Fahrzeug entschieden hatte, wurde es für das Rüstungsbudget der Jahre 1939 bis 1940 erstmalig eingeplant. PZInż. erstellte daraufhin einen entsprechenden Produktionsplan. Angesichts der unzureichenden Motorisierung der polnischen Truppen war die Entscheidung schnell getroffen worden. Im Jahr 1939 wurden insgesamt 90 Fahrzeuge bestellt und für 1940 wurde eine Bestellung von mehreren hundert Fahrzeugen erwartet.
Im Januar 1939 wurden die ersten vier Fahrzeuge des Typs PZInż. 303 für die 10. Kavalleriebrigade bestellt. Im Februar 1939 wurde der Auftrag auf zehn Fahrzeuge aufgestockt, wobei sechs für die Flakartillerie der 10. Kavalleriebrigade gedacht waren. Ein Fahrzeug sollte als sMG-Träger eingesetzt werden, zwei in Aufklärungsversion, zwei mit Telefonausrüstung und eines mit einer N2S-Funkstation.
Im April 1939 waren dann bereits 28 Fahrzeuge bestellt, nachdem weitere 18 PZInż. 303 produziert waren. Die endgültige Anzahl der produzierten Fahrzeuge ist nicht bekannt, denn zu einer regulären Serienproduktion des Fahrzeuges ist es durch den Angriff auf Polen im September 1939 nie gekommen. Die Fabrik wurde nach der Eroberung von Warschau durch die Wehrmacht zerstört und demontiert.

## Technische Beschreibung
Das Fahrzeug wurde durch einen in Lizenz hergestellten Fiat 118-A-Ottomotor (PZInż. 357) angetrieben. Dieser Motor war ein Viertaktmotor mit vier in Reihe stehenden Zylindern. Er war flüssigkeitsgekühlt und hatte einen Hubraum von 1944 cm3. Die Nennleistung lag bei 45 PS (33 kW) bei 3600/min. Der PZInż. 303 war das erste Fahrzeug in Polen mit Allradantrieb. Vom Motor wurde das Drehmoment über eine Einscheibentrockenkupplung auf ein Getriebe mit vier Vorwärtsgängen und einem Rückwärtsgang übertragen. Das Fahrzeug war zusätzlich mit einer Geländeuntersetzung, einer Mittendifferentialsperre und einer motorgetriebenen Seilwinde ausgestattet.
Die beiden seitlich sichtbaren Reserveräder waren so angebracht, dass sie sich drehen konnten. So verhinderten sie, dass das Fahrzeug aufsetzte. Der Wagen konnte Steigungen von 47° überwinden. Der PZInż. 303 hatte eine Allradlenkung was einen Wendekreis von 6,6 m ermöglichte. Die Achsen wurden an Querlenkern geführt. Die Federung bestand aus Schraubenfedern, zusätzlich waren die Achsen mit hydraulischen Stoßdämpfern ausgestattet. Weiterhin hatte alle vier Räder hydraulisch betätigte Bremsen und eine mechanische Bremse, die auf die Antriebswelle wirkte.

## Einsatz
Die Prototypen des PZInż. 303, wahrscheinlich sechs Stück, nahmen zusammen mit anderen damals gebauten Prototypen an einigen Langstrecken-Erprobungsfahrten teil, unter anderem an der Winterrallye 1938. Dabei erwiesen sich die Prototypen des PZInż. 303 in schwierigem Gelände als hervorragende Fahrzeuge. Die Lastkraftwagen-Version des PZInż. 303 legte 19.214 km zurück, die Pkw-Version 14.900 km. Im Laufe der Erprobung traten einige Motormängel und Probleme bei der Hinterradlenkung (Halten der Spur) festgestellt. Beide Mängel wurden bis Mai 1939 behoben und bei den Versuchen vom 12. bis 20. Mai 1939 traten diese Mängel nicht auf.
Ab Mai 1939 kamen die ersten Prototypen in die letzte Erprobungsphase, dem Feldversuch bei der Truppe. Die hergestellten Fahrzeuge des PZInż. 303 nahmen als Teil der 10. Kavalleriebrigade an den Kämpfen im Rahmen der Abwehrkämpfe 1939 teil. Es gibt auch Hinweise darauf, dass sie vor dem Ausbruch des Krieges in die Fabrik zurückgekehrt sein könnten. Sofern das zweite Szenario zutrifft, wurden die Fahrzeuge zusammen mit den verlegbaren Teilen des PZInż.-Werk in die Region Pinsk gebracht und fielen dort der später von Osten angreifenden Roten Armee in die Hände.

## Ausführungen
Vom PZInż. 303 wurden nur einige Prototypen hergestellt, diese allerdings in mehreren verschiedenen Varianten.
- PZInż. 303 Personenkraftwagen: ein schnelles Fahrzeug mit einem offenen Passagieraufbau. Dieses Fahrzeug konnte vollbeladen eine Geschwindigkeit von bis zu 70 km/h erreichen.
- PZInż. 303 Lastkraftwagen: bei dem Lkw wurde eine Ladekiste mit einem Fassungsvermögen von bis zu 800 kg verbaut. Vollbeladen war immer noch eine Geschwindigkeit von 60 km/h möglich.
- PZInż. 303 Zugmaschine: ein spezieller Zugmaschinenaufbau im hinteren Teil für den Transport einer Geschützmannschaft und Munition für die 37-mm-Panzerabwehrkanone oder 20-mm-Flugabwehrkanone.
- Opancerzony samochód zwiadowczy PZInż. 303 (Gepanzerter Aufklärungswagen PZInż 303): eine spezielle Version des Geländewagens mit gepanzertem Aufbau. Diese Version gab es jedoch nur als Skizze und wurde wegen des Krieges nie umgesetzt[1]

Alle Modelle konnten einen Anhänger mit einer Masse von bis zu 500 kg ziehen. Das Fahrzeug selber konnte ebenfalls mit 500 kg beladen werden.